# Езан
Езанът в ислямската религия представлява призив към молитва. Пеещият езана е мюезин. По време на пеенето на езана ръцете на мюезина трябва да са поставени зад ушите му, а погледа му трябва да е отправен към Мека. След езана се чете икимят — непосредственото начало на молитвата, повтарящи думите от езана плюс кад каматис салят (молитвата започва). После се чете шахада и се прославя Аллах. По време на езана мюезинът не трябва да е в състояние на ритуално осквернение.
Според суните, не трябва да се напуска джамията преди пеенето на езана да е свършило.

## Текст на езана
Аллаху eкбeр (Аллах е най-велик – 4 пъти)
Ешхеду ен ля илляхa илля-aллах (Свидетелствам, че няма друг Бог освен Аллах – 2 пъти)
Ешхеду енне Мухаммеден расуляллах (Свидетелствам, че Мухаммед е Негов раб и пратеник – 2 пъти)
Хайя аля саля (бързайте за молитвата – 2 пъти)
Хайя алель-фелях (бързайте за спасението – 2 пъти)
Аллаху eкбeр (2 пъти)
Ля илляхе илл яллах (Няма друг Бог освен Аллах)

## Първият мюезин
Първият мюезин е бил Билял от Етиопия — сподвижник на пророка Мухаммед. Билял не е бил арабин, а негър, който е бил подлаган на жестоки мъчения от езичниците, след като приел исляма.

## Езанът в Турция
През 1920-те и 1930-те години на 20 век реформите на Ататюрк заменят традиционния езан на арабски език с негов превод на турски. Забраната да се чете езан на арабски е премахната на 6 юни 1950 година, след победата на опозицията на изборите. Ислямски теолози смятат, че използването на езан на турски език противоречи на хадиса, според който при превода на текста от арабски се губи неговия смисъл.